# Tribunal Superior de Justicia de las Islas Baleares
El Tribunal Superior de Justicia de las Islas Baleares (en catalán Tribunal Superior de Justícia de les Illes Balears, TSJIB) es el máximo órgano del poder judicial en la comunidad autónoma de las Islas Baleares (España). Tiene su sede en Palma de Mallorca. El Estatuto de Autonomía de 1983 previó la existencia del TSJIB en sus artículos 48, 50 y 57 (convertidos después de la reforma de 1999 en los números 51, 53 y 57), que tenían casi la misma redacción que los actualmente vigentes. Ahora bien, el Tribunal Superior de Justicia de las Islas Baleares no se constituyó hasta el 23 de mayo de 1989, por acuerdo del Consejo General del Poder Judicial de 10 de mayo de 1989, en el que se dispuso también la desaparición de la antigua Audiencia Territorial de Palma de Mallorca.

## Regulación
El Tribunal Superior de Justicia de las Islas Baleares  viene regulado en los artículos 93, 94, 95 y 100 del Estatuto de Autonomía de 2007, así como en las disposiciones generales de la Ley Orgánica del Poder Judicial (título IV, capítulo III).

#### Competencias
El Tribunal Superior de Justicia de las Islas Baleares es el órgano jurisdiccional en que culmina la organización judicial en Baleares. Es competente en los términos establecidos por la ley orgánica correspondiente, para conocer de los recursos y de los procedimientos en los distintos órdenes jurisdiccionales y para tutelar los derechos reconocidos por el Estatuto de Autonomía de las Islas Baleares de 2007. En todo caso, el Tribunal Superior de Justicia de las Islas Baleares es competente en los órdenes jurisdiccionales civil, penal, contencioso-administrativo, social y en los que pudieran crearse en el futuro.
El Tribunal Superior de Justicia de las Islas Baleares es la última instancia jurisdiccional de todos los procesos judiciales iniciados en el archipiélago, así como de todos los recursos que se tramiten en sus ámbitos territoriales, sea cual fuere el derecho invocado como aplicable, de acuerdo con la Ley Orgánica del Poder Judicial y sin perjuicio de la competencia reservada al Tribunal Supremo. La Ley Orgánica del Poder Judicial determinará el alcance y contenido de los indicados recursos.
Al margen de las competencias generales propias de cualquier otro tribunal superior de justicia (recogidas en los artículos 73 a 77 de la Ley Orgánica del Poder Judicial), el Tribunal Superior de Justicia de las Islas Baleares  resuelve también los recursos de casación y los extraordinarios de revisión contra las sentencias y demás resoluciones de órganos jurisdiccionales del orden civil con sede en las Islas Baleares en materia de derecho civil propio.

#### Organización
El alto tribunal balear se divide en cuatro órganos:
- La Sala de Gobierno
- La Sala de lo Civil y Penal
- La Sala de lo Contencioso-Administrativo
- La Sala de lo Social

#### Composición
Los magistrados miembros del TSJIB son designados por el Consejo General del Poder Judicial de acuerdo con su orden dentro del escalafón judicial. En el caso de los magistrados de la sala civil y penal, uno de cada tres es un jurista de reconocido prestigio designado por el Consejo General del Poder Judicial a propuesta del Parlamento de las Islas Baleares, que presenta una terna de candidatos aprobada por el voto favorable de tres quintas partes de los diputados. Los restantes integrantes serán nombrados por el Consejo General entre magistrados con más de diez años de ejercicio y con especiales conocimientos de derecho civil balear (artículo 330 de la Ley Orgánica del Poder Judicial, y artículo 100 del Estatuto). El Presidente del TSJIB es nombrado por el Rey a propuesta del Consejo General del Poder Judicial.
Actualmente, el tribunal lo forman tres salas: Civil y Penal, Contencioso Administrativo y Social. No hay ninguna división en secciones en dichas salas.
El Tribunal Superior de Justicia de las Islas Baleares tiene su sede en la plaza del Mercat de Palma de Mallorca.

## Historia
En noviembre de 2023, la Sala Civil y Penal del Tribunal Superior de Justicia de las Islas Baleares (TSJIB) condenó al exjuez instructor de Palma Manuel Penalva y al exfiscal anticorrupción Miguel Ángel Subirán a nueve años de prisión por sus actuaciones en las investigaciones judiciales contra una supuesta trama de corrupción en la Policía Local de la capital balear.

## Presidencia
El actual presidente del Tribunal Superior de Justicia de las Islas Baleares es, desde 2004, Antonio José Terrasa García. 
El Tribunal Superior de Justicia de las Islas Baleares ha tenido los siguientes presidentes a lo largo de su historia:
| Presidentes del Tribunal Superior de Justicia de Baleares                       | Presidentes del Tribunal Superior de Justicia de Baleares | Presidentes del Tribunal Superior de Justicia de Baleares |
| ------------------------------------------------------------------------------- | --------------------------------------------------------- | --------------------------------------------------------- |
| Presidente                                                                      | Desde                                                     | Hasta                                                     |
| Ángel Reigosa Reigosa                                                           | 1989                                                      | 2004                                                      |
| Antonio José Terrasa García                                                     | 2004                                                      | 2020                                                      |
| Carlos Gómez Martínez                                                           | 2020                                                      | En el cargo                                               |
| Fuente : Página oficial del Tribunal Superior de Justicia de las Islas Baleares |                                                           |                                                           |